# Гюрчин Кокале
Гюрчин Кокале или Гюрчин Кокалески, наричан и Гюрчин Кокалевски, е изтъкнат български общественик, княз и ктитор от Македония.

## Биография
Гюрчин Кокале е роден в 1775 година в Лазарополе, тогава в Османската империя. Представител е на местния стопански и политически живот от първата половина на XIX век. Кокале има голямо влияние върху турската власт заради силната си търговия с животни. Той е самоук и владее активо всички балкански езици. Автор е на труда „Наказание“ от 1823 година, първата автобиография на галички диалект. В нея под формата на летопис се описват сведения за политическите и стопански условия в Македония за периода от 1775 до 1823 година.
През 1832 година в Лазарополе започва строеж на църква, чийто ктитор е Гюрчин Кокале. Църквата се строи без разрешение 6 години, до 1838 година, когато Гюрчин Кокале отива на аудиенция при султана, от когото получава ферман за построяване на църквата. През 1841 църквата „Свети Георги“ е завършена и осветена. Стенописите са изработени от много зографи, сред които и зограф Михаил, пазарен и доведен чак от Света Гора, който обаче поради неморално поведение бива заменен от Дичо Зограф от Тресонче. Камбанарията е завършена през 1857 година, като дар от сина на Гюрчин Кокале, Дамян.
Кокале умира в 1863 година в Лазарополе. Негов внук е Теофил Аврамов, а правнук Никола Кокалевски.
- Печат на Гюрчин Кокале
- Първата страница на „Наказанието“
- Ръкопис на Кокале от требник в „Свети Георги“, Лазарополе
- Ктиторският надпис на Лазарополската църква с името на Гюрчин Кокалески
- Гробовете на Гюрчин Кокале, поп Мартин Петров Димковски, архимандрит Теофил Аврамов и поп Серафим Мартинов Димковски